# Peteria thompsoniae
Peteria thompsoniae là một loài thực vật có hoa trong họ họ Đậu, bản địa của miền tây Hoa Kỳ..